# 杨文军 (医生)
杨文军（1972年5月16日—2021年11月4日），山东中医药大学附属医院山东省中医院内分泌科副主任医师、副教授。生前曾担任中华中医药学会糖尿病学会常务委员、中国医师协会中西医结合内分泌专业委员会常务委员和世界中医联合会内分泌学会常务理事及糖尿病学会理事等多项职务。由于他医务繁忙，常常以压缩饼干代替午餐，后因积劳成疾导致心脏病突发逝世，终年49岁。其事迹登上了新浪微博热搜，点击率超过1.6亿次，人民日报也进行了相关报道。